# Rhodotoruliáza ptáků
Rhodotoruliáza ptáků je sporadicky se vyskytující a chronicky probíhající dermatomykóza ptáků, vyvolávaná plísní Rhodotorula mucilaginosa, někdy také R. glutins a R. minuta. Roste při 37 °C na plísňovém mediu ve formě hladkých, kulatých a červeně pigmentovaných kolonií. Identifikace se provádí podle mikroskopické morfologie mycelia a kolonií, fermentačními a asimilačními testy.
Zdrojem infekce bývá kontaminovaná podestýlka. K infekci dochází kontaktem, predilekčními faktory jsou poškozená kůže a imunosuprese. U postižených ptáků se teprve po pečlivé prohlídce zjišťují mazlavé, žlutohnědé změny na kůži, které jsou mikroskopicky charakterizovány zánětlivě edématózními anebo nekrotickými změnami a nálezem dermatomycet. Diagnóza se stanovuje histologickým vyšetřením změněné kůže a kultivací.
Diferenciálně diagnosticky je nutné odlišit mykózy způsobované Trichosporum cutaneum, stafylokokové a E. coli dermatitidy, případně roztoče kůže (Epidermoptes bilobatus).
Terapie není známa. Preventivně se doporučují obecná protinákazová opatření (kontrola podestýlky a mikroklimatu).